# Палац Балів
Палац Балів — розташований у селі Тулиголове на Львівщині. Збудований у 1898-1899 роках за проєктом львівського архітектора Владислава Галицького у стилі французького неоренесансу. У деяких джерелах архітекторами палацу згадуються австрієць Фердинанд Фелльнер і німець Герман Гельмер, автори проєкту Будинку вчених (колишнє Шляхетське казино) у Львові та Гессенського державного театру у Вісбадені. Будівля палацу цегляна, двоповерхова, майже квадратна в плані. Автором скульптурного оздоблення, яке вважається найбагатшим з усіх палацових резиденцій Львівщини, був львівський скульптор Петро Герасимович.

## Історія
Маєтності в Тулиголовому на початку XIX століття перебували у власності Оссолінських, від яких село перейшло до родини Балів гербу Ґоздава. «Батько польської історії» Ян Длугош вважав, що Балі — це польський рід з гербом білих лілій на червоному полі. Проте, можливо, цей герб походить з Угорщини, звідки родина переїхала у XIV столітті. Деякі історики стверджують, що походження Балів русинське (українське).  
Викупивши маєток в Оссолінських, Станіслав Якуб Баль та його дружина Марія з Бруницьких, наприкінці XIX століття збудували новий великий палац.  
Марія Бруницька народилася в родині барона Северина Бруницького, польського землевласника, і його дружини Ядвіги Марії Криспіної Загурської у їхньому заміському маєтку у Заліщиках. Вона була польської баронесою і протягом усього життя була музою Яцека Мальчевського, відомого польського національного художника, чиї роботи зберігалися в палаці.  
З приходом совітів палац був націоналізований (тут була МТС), а власники виїхали за кордон, де й провели останні роки свого життя.  
У колишній резиденції у 1954 році розмістили туберкульозний диспансер. Очолив його Паньків Володимир Михайлович, який був головним лікарем до 1958 року. Рішенням Львівської обласної ради від 9 червня 2017 року тублікарня припинила свою діяльність. Перед закриттям полагодили дах, покривши його металочерепицею. У 2020 році обласне керівництво зупинило охорону будівлі. Палац був повністю відчинений. 

## Родинна каплиця-усипальниця Балів
На території цвинтаря у Тулиголовому, навпроти головних воріт збереглися руїни родинної каплиці Балів. Це будівля у стилі класицизму прямокутної форми з 3-бічною замкненою вівтарною частиною. На фасаді є 2-колонний портик з трикутним фронтоном і гербовим картушем. Каплиця збудована на початку XX століття. В тимпані фронтону можна розгледіти родинний герб Балів. В інтер'єрі збереглися кам'яні епітафії семи членів роду.

## Сучасний стан
Увійти до палацу з боку двору можна через засклену веранду, поруч з якою розташована напівкругла прибудова з високими вікнами. Балкони мають ковані металеві огорожі. До палацу примикає великий парк. Добре збереглися масивні дерев'яні сходи (схожі на ті, що у Будинку вчених у Львові), вирізьблений герб родини Балів, п'єци, ліпнина на стелях. На території маєтку також збереглися два флігелі, колишні стайні, конюшні та господарські приміщення.
З 2017 року будівля палацу пустує. У 2019 році, під час бурі, дах будівлі було пошкоджено зламаним деревом і тепер будівля повільно руйнується. Маєток є власністю  Львівської обласної ради, але поки що не належить до Державного реєстру нерухомих пам'яток України, і тому не має офіційного статусу пам'ятки архітектури.
3 січня 2021 року на своїй фейсбук-сторінці, а також сторінці Комарнівської ОТГ, Микола Кремса опублікував світлини та відео, які засвідчують занедбаний стан палацу та об'єктів довкола. Відсутність охорони в будівлі спричинила крадіжки, зокрема дверцят з п'єців, а також дверей і вікон. 4 січня 2021 року Володимир Іванюк подав депутатський запит до Львівської обласної ради щодо відновлення охорони Палацу Балів. Комарнівська міська рада підтримала запит одноголосно. У Львівській обласній раді заявляють, що на охорону палацу на рік потрібно 400 тисяч гривень, однак таких грошей у бюджеті немає. Тому розглядають два варіанти для палацу: оренда приміщення для приватного геріатричного пансіонату або використання для іншої установи обласного підпорядкування, можливо, у сфері культури.
23 листопада 2022 року палац передано у розпорядження Історико-краєзнавчого музею у Винниках.

## Туризм
Палац Балів включено до нового туристичного маршруту «Королівський шлях», що пролягатиме зі Львова через Комарно, Тулиголове, Вишню, Самбір та Лаврів. Ініціатором розроблення маршруту є Ігор Тимець, директор історико-краєзнавчого музею у Винниках.

14 жовтня 2023 року у рамках програми Вікіконференції 2023 у місті Комарно, учасники заходу відвідали також Палац Балів.

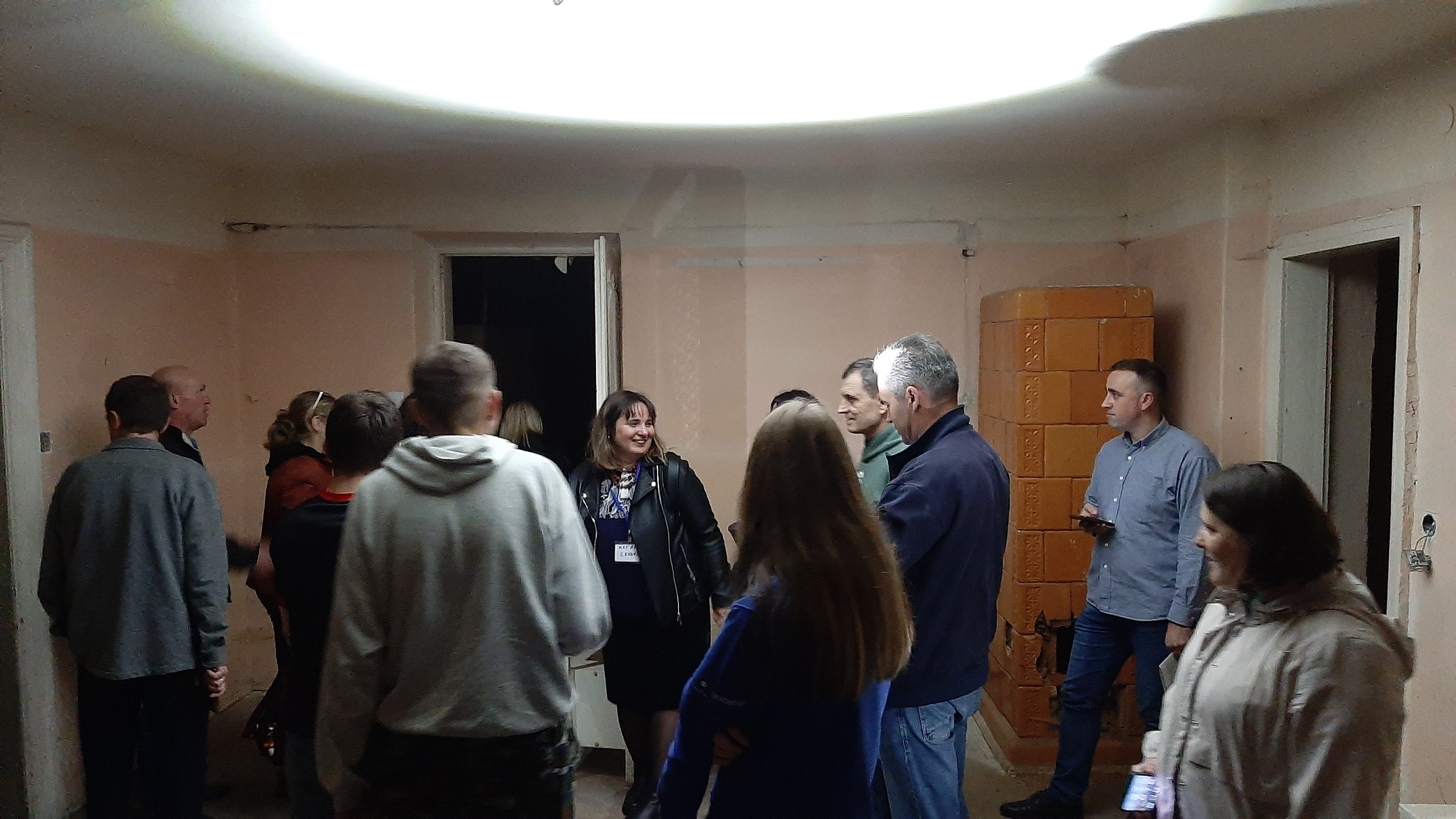
Учасники Вікіконференції 2023 у Палаці Балів
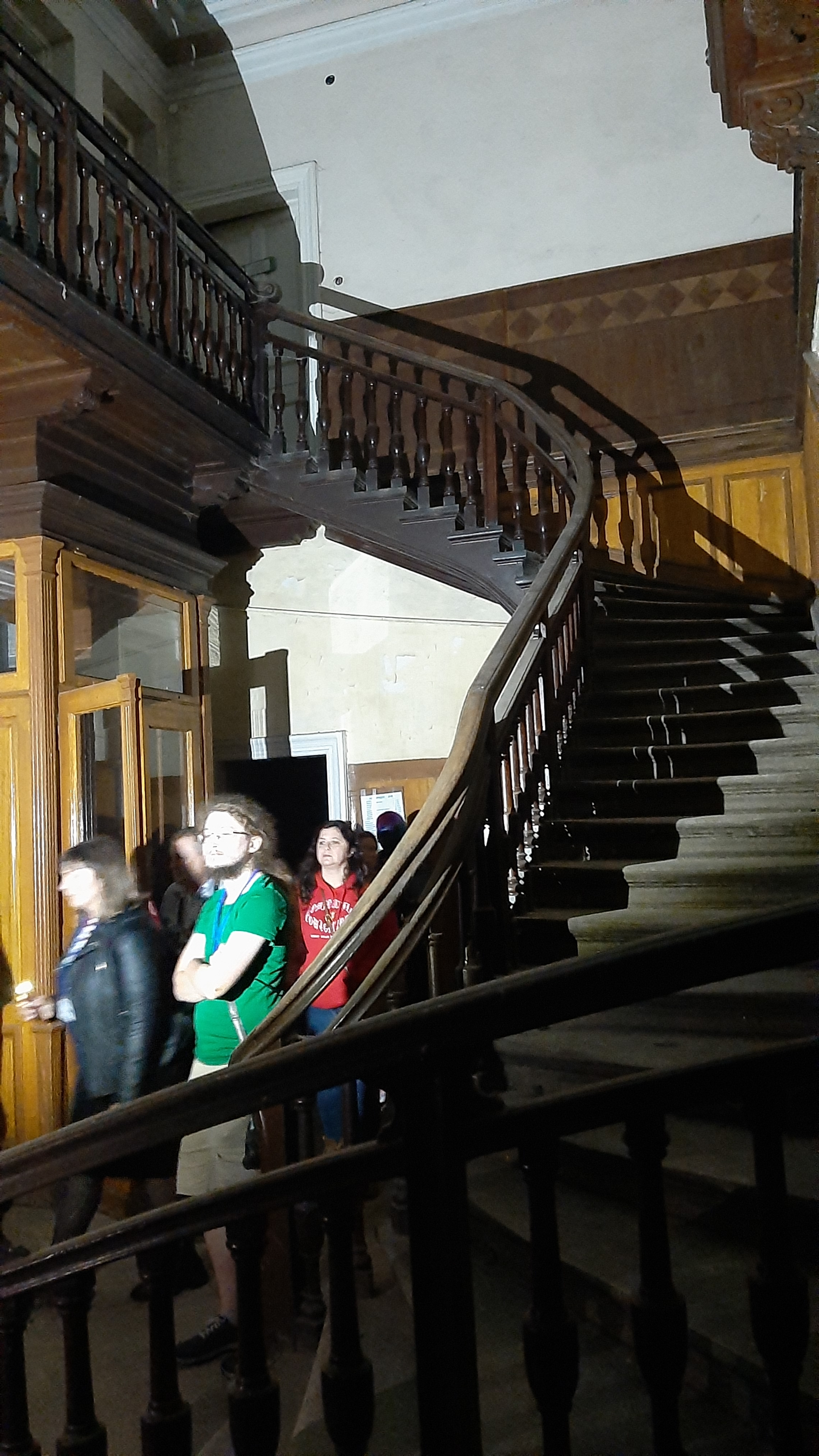
Учасники Вікіконференції 2023 у Палаці Балів
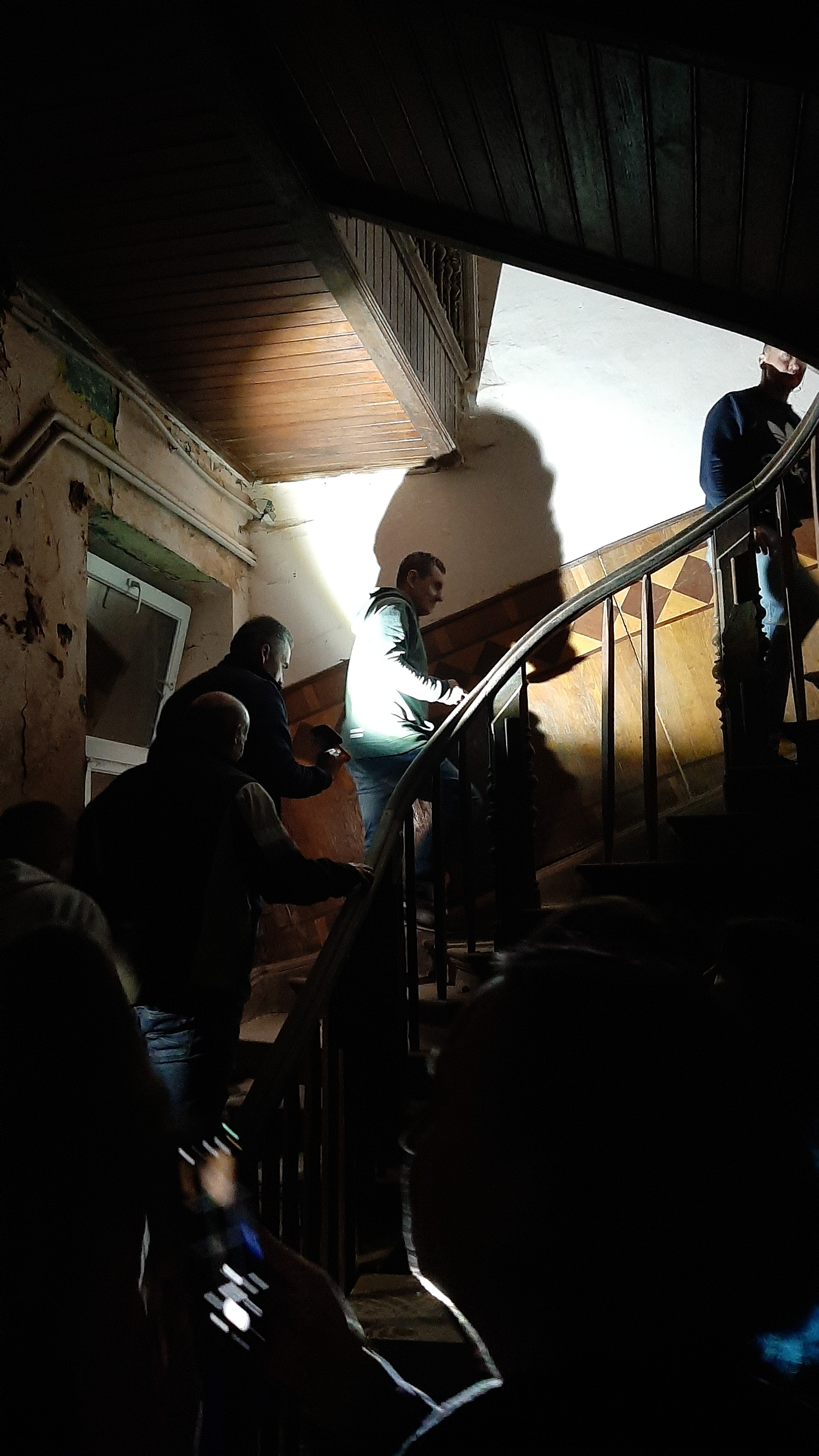
Учасники Вікіконференції 2023 у Палаці Балів
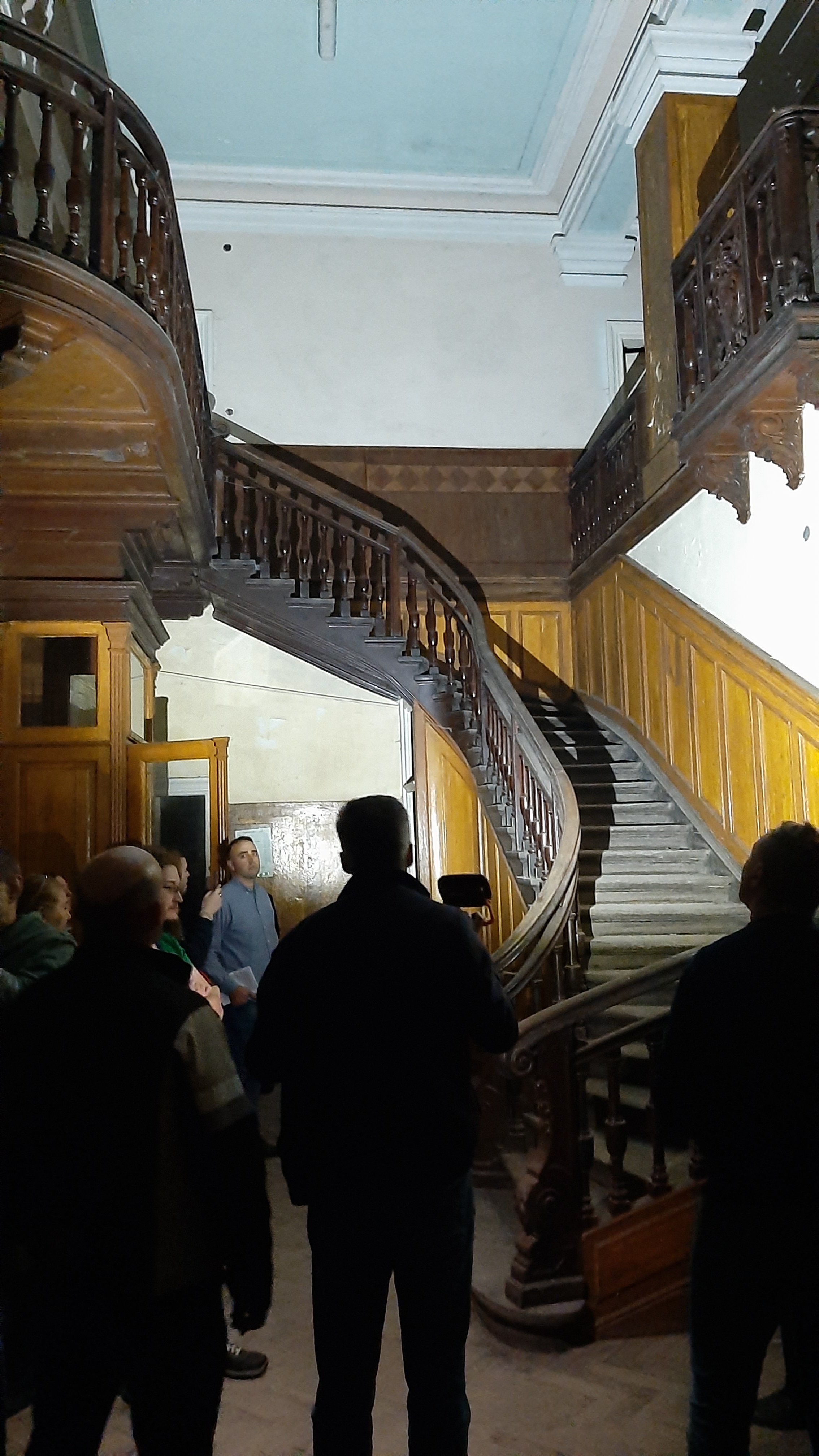
Учасники Вікіконференції 2023 у Палаці Балів
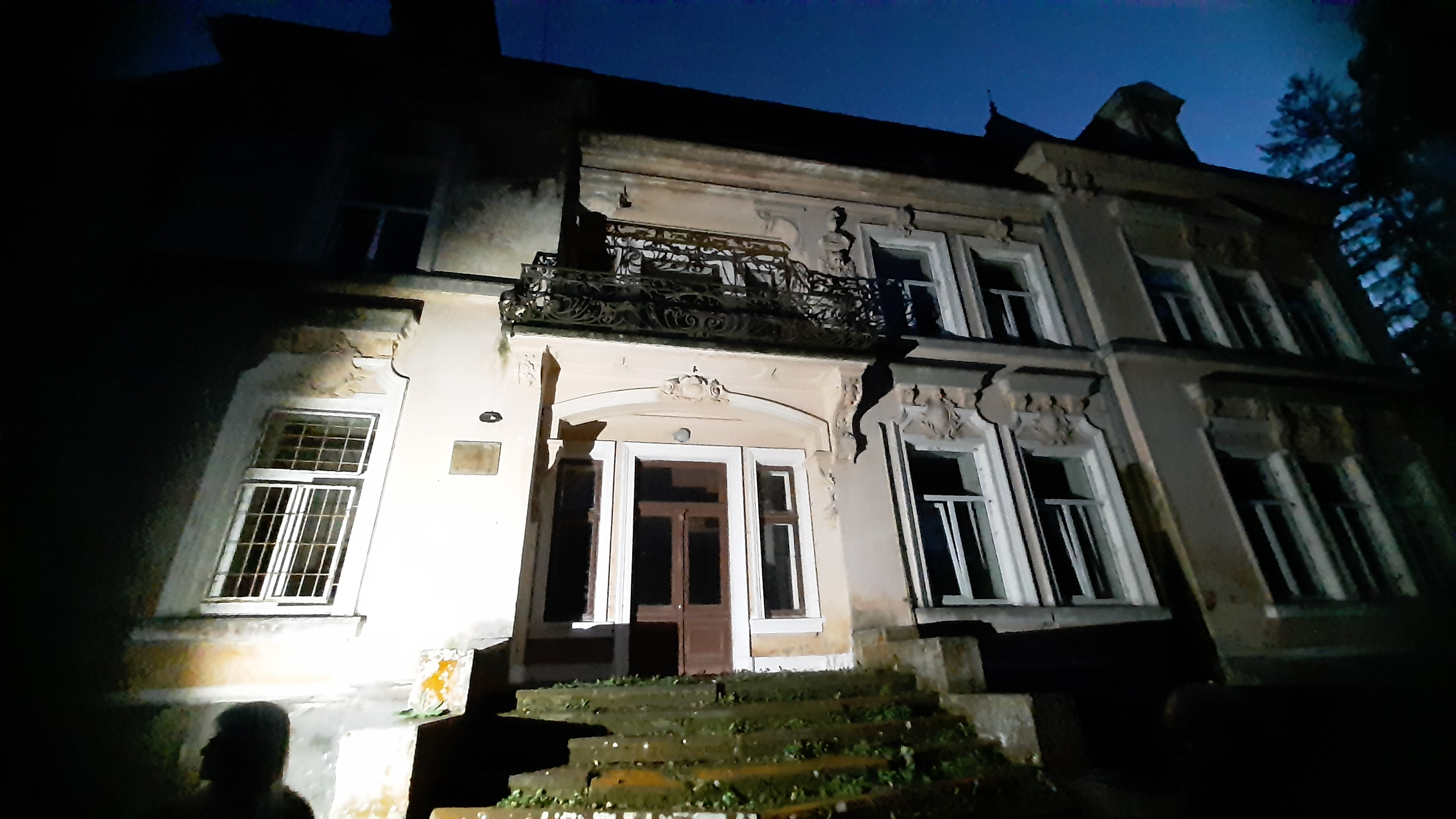
Палац Балів

## Галерея

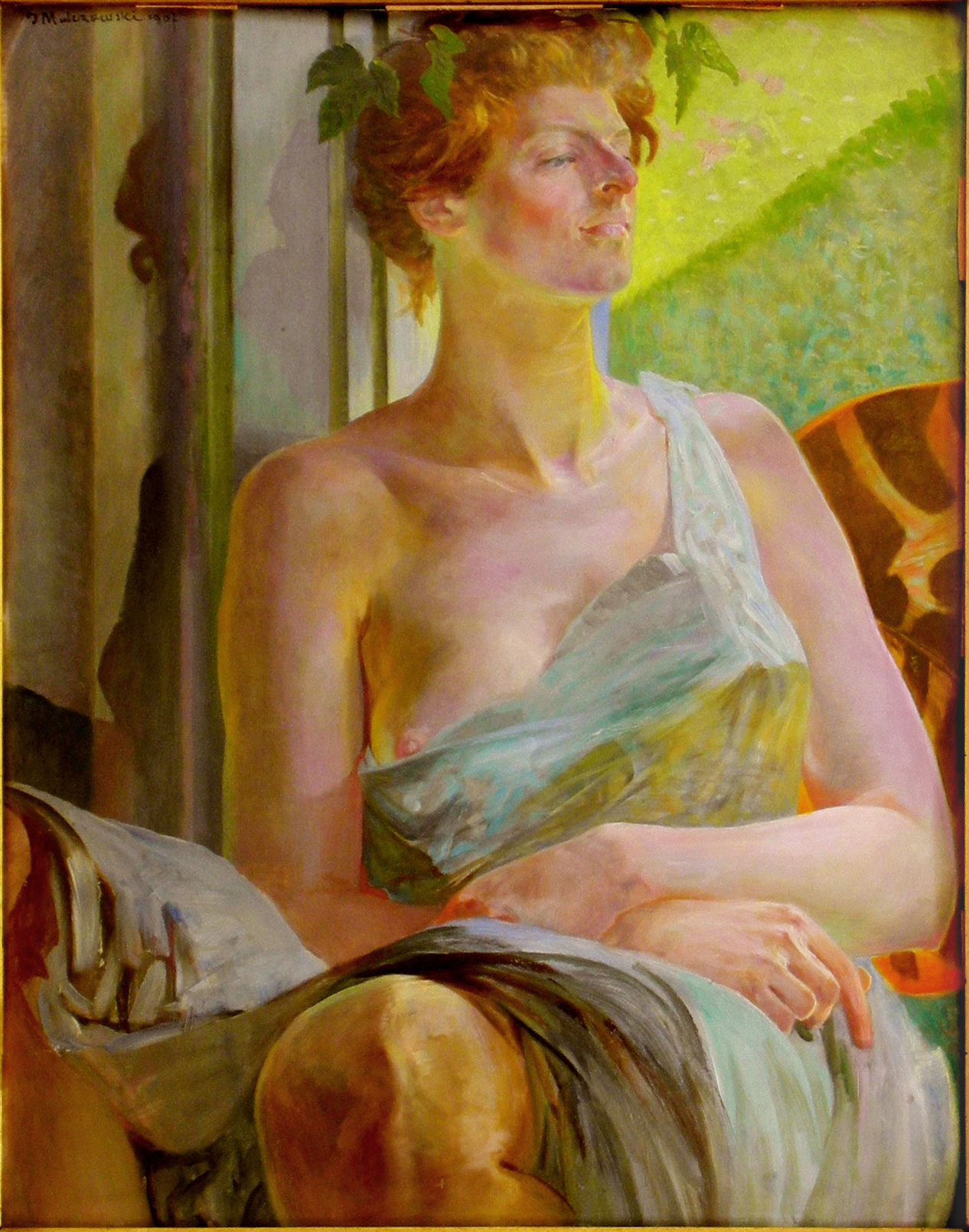
Портрет Марії Баль (художник Яцек Мальчевський)
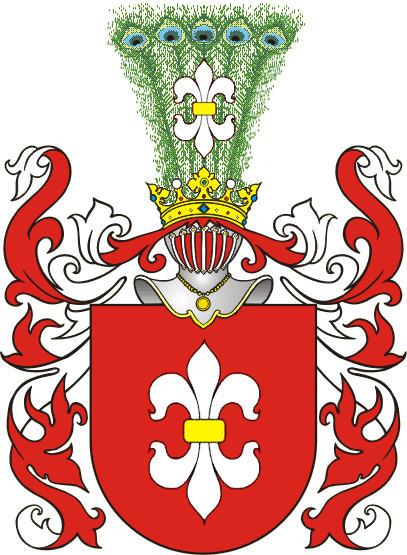
Ґоздава — родинний герб Балів
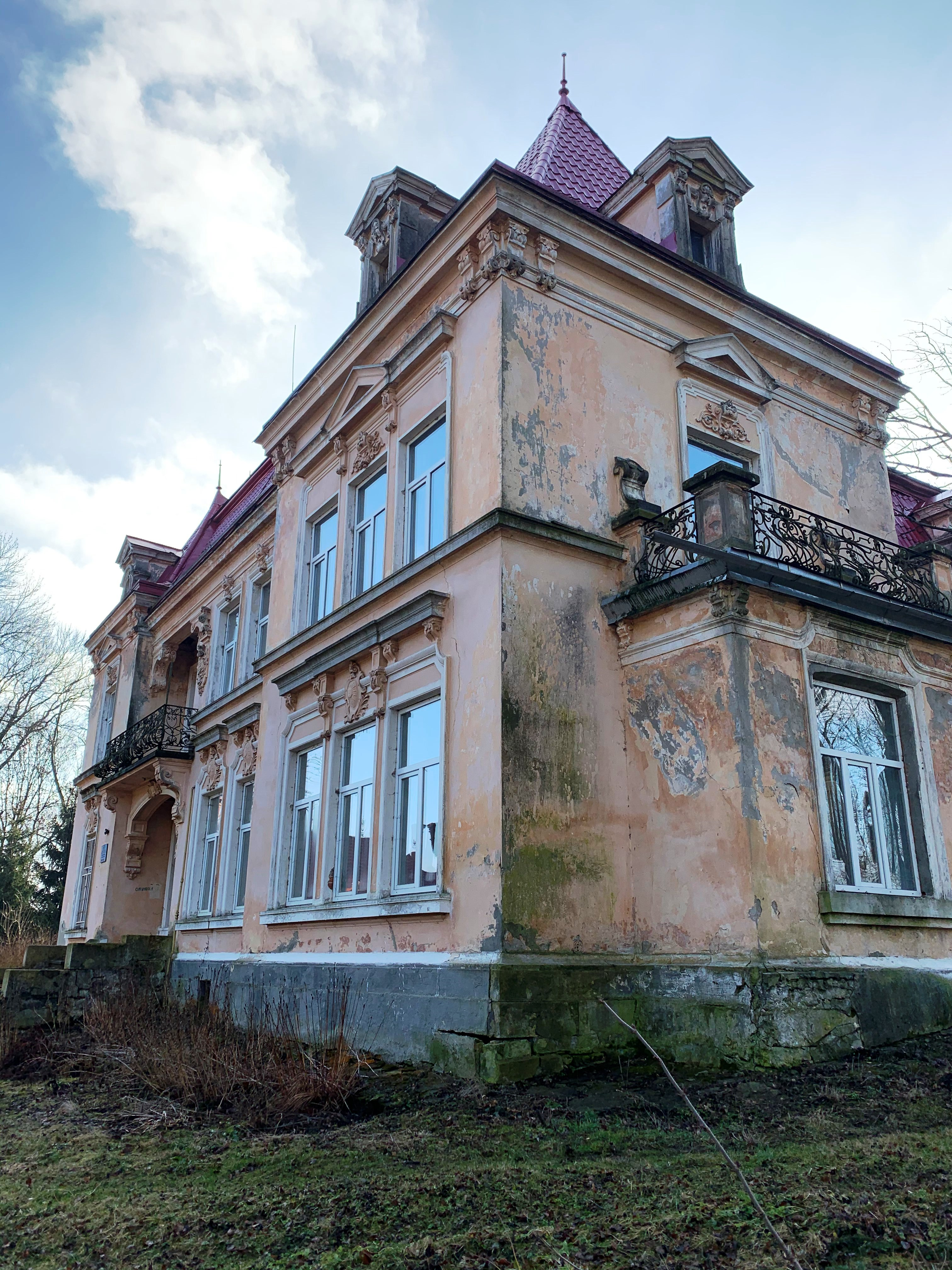
Палац Балів
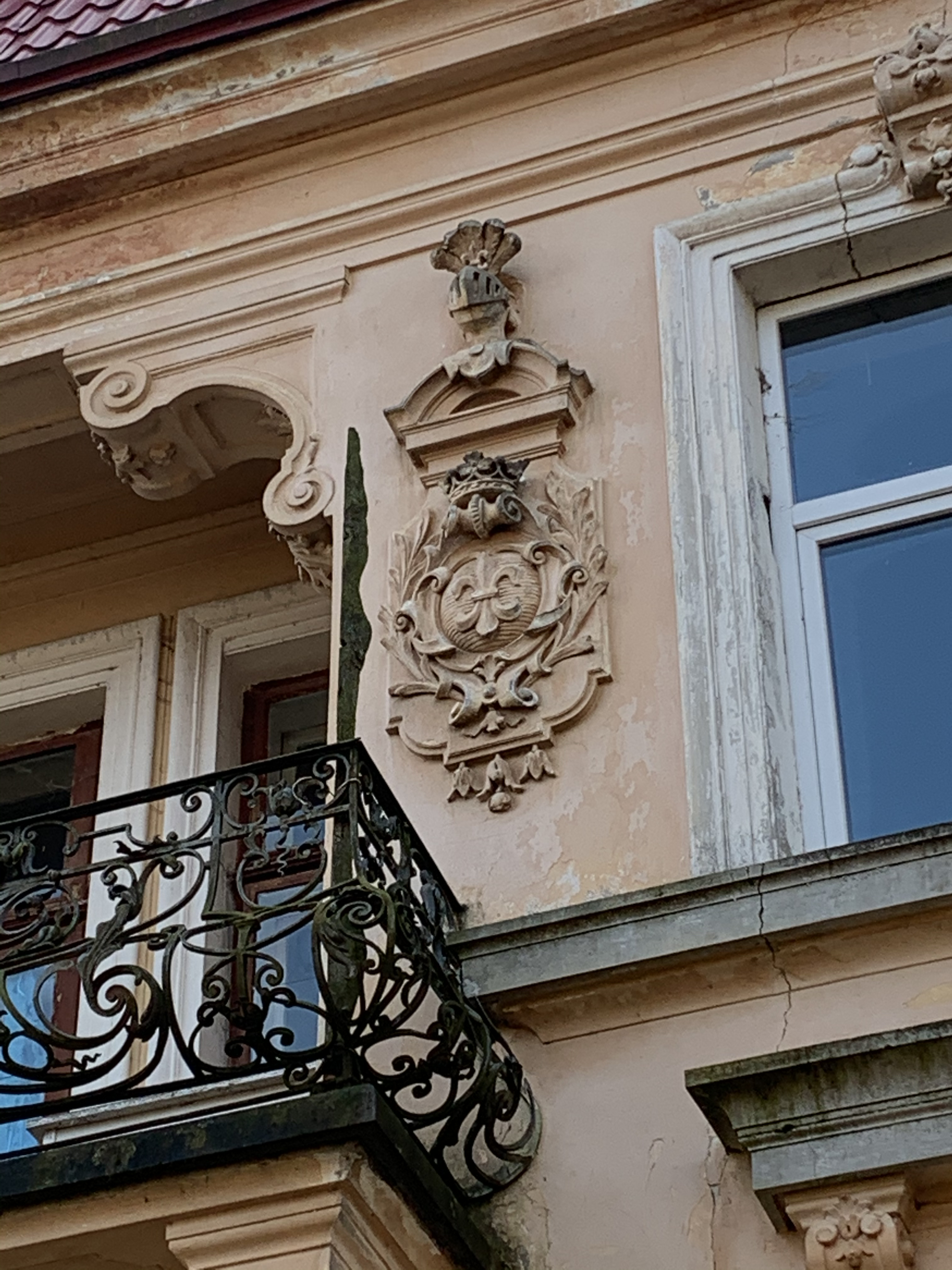
Вирізьблений герб родини Балів
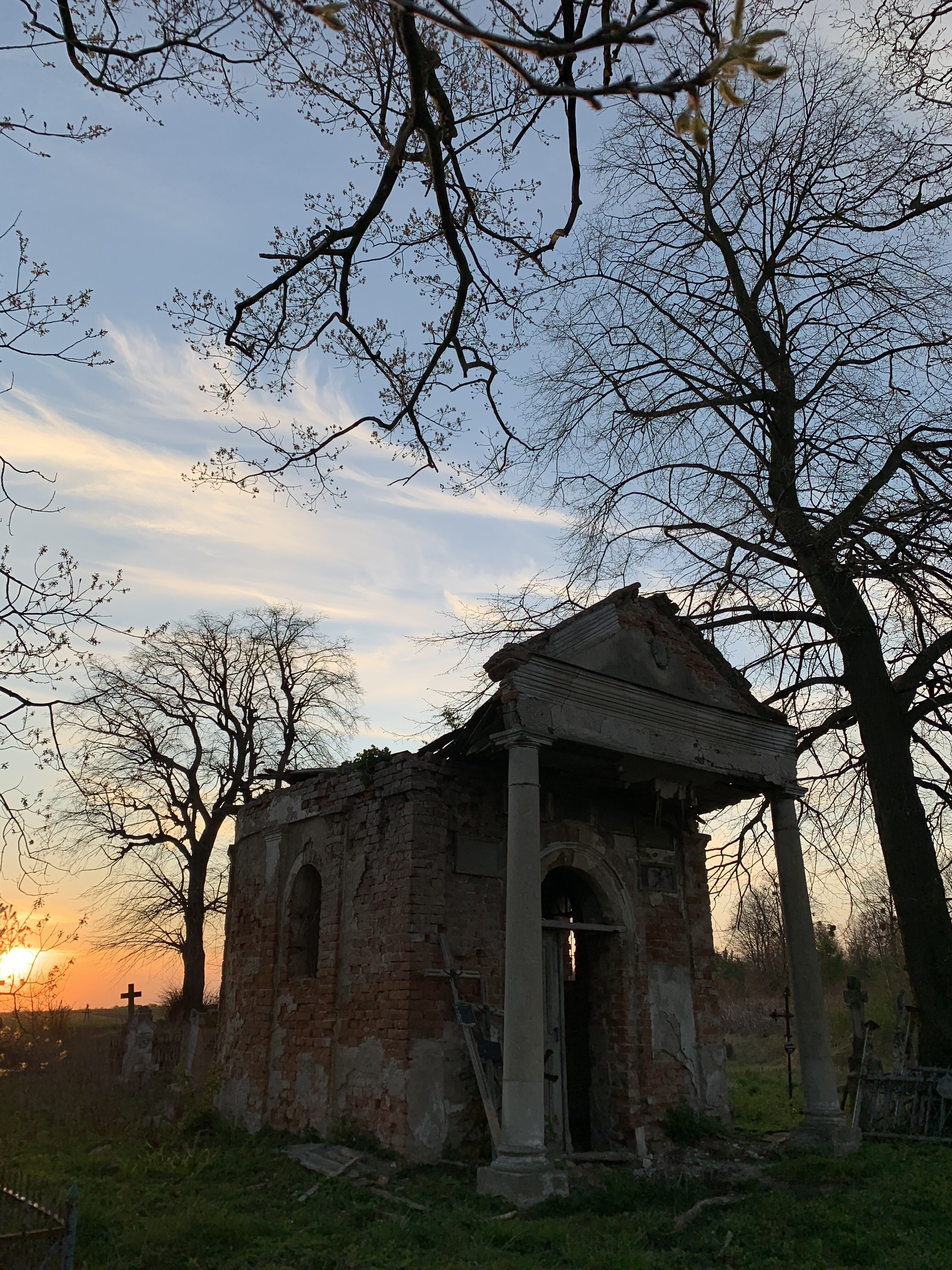
Родинна каплиця Балів
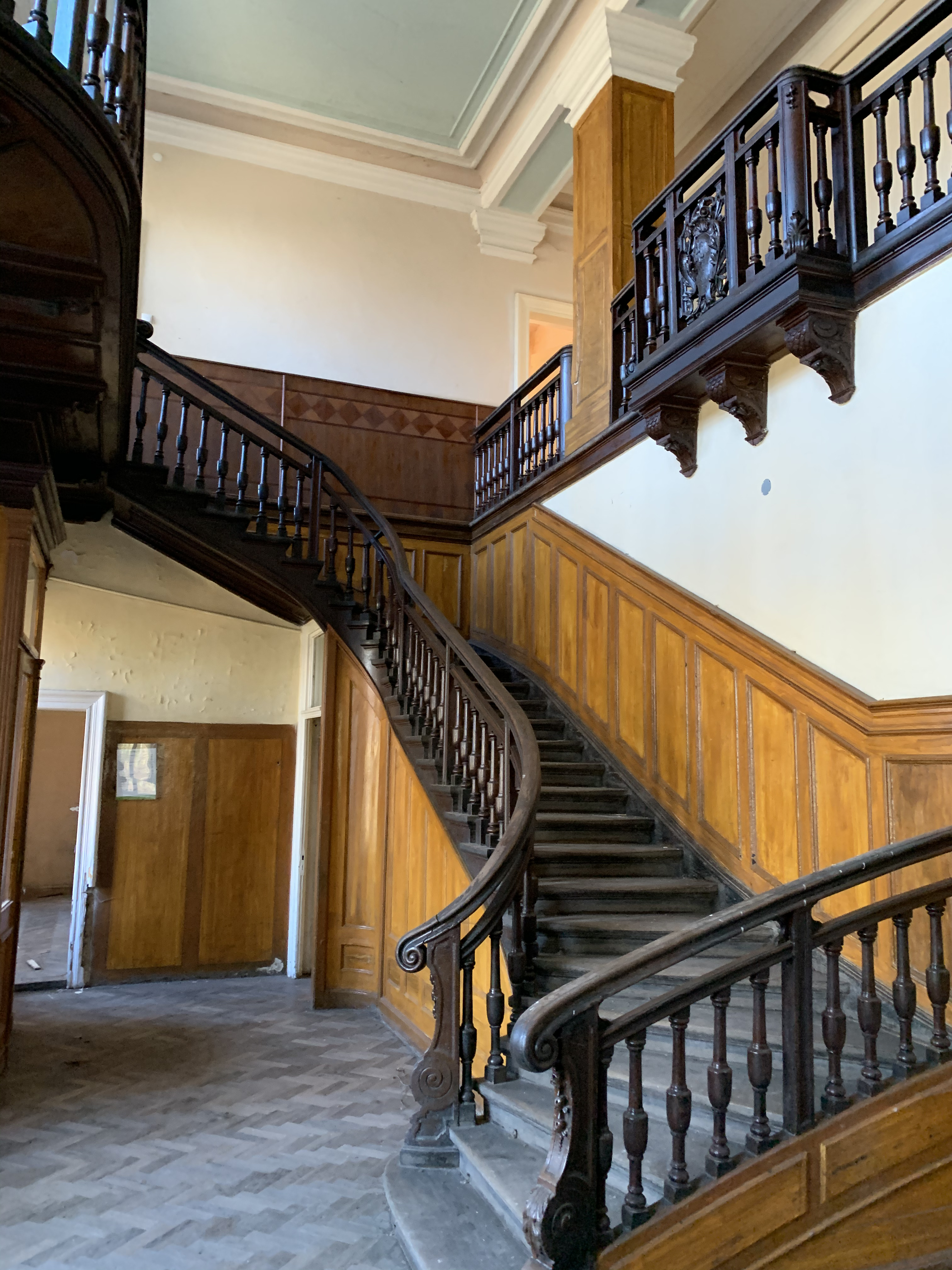
Парадні сходи
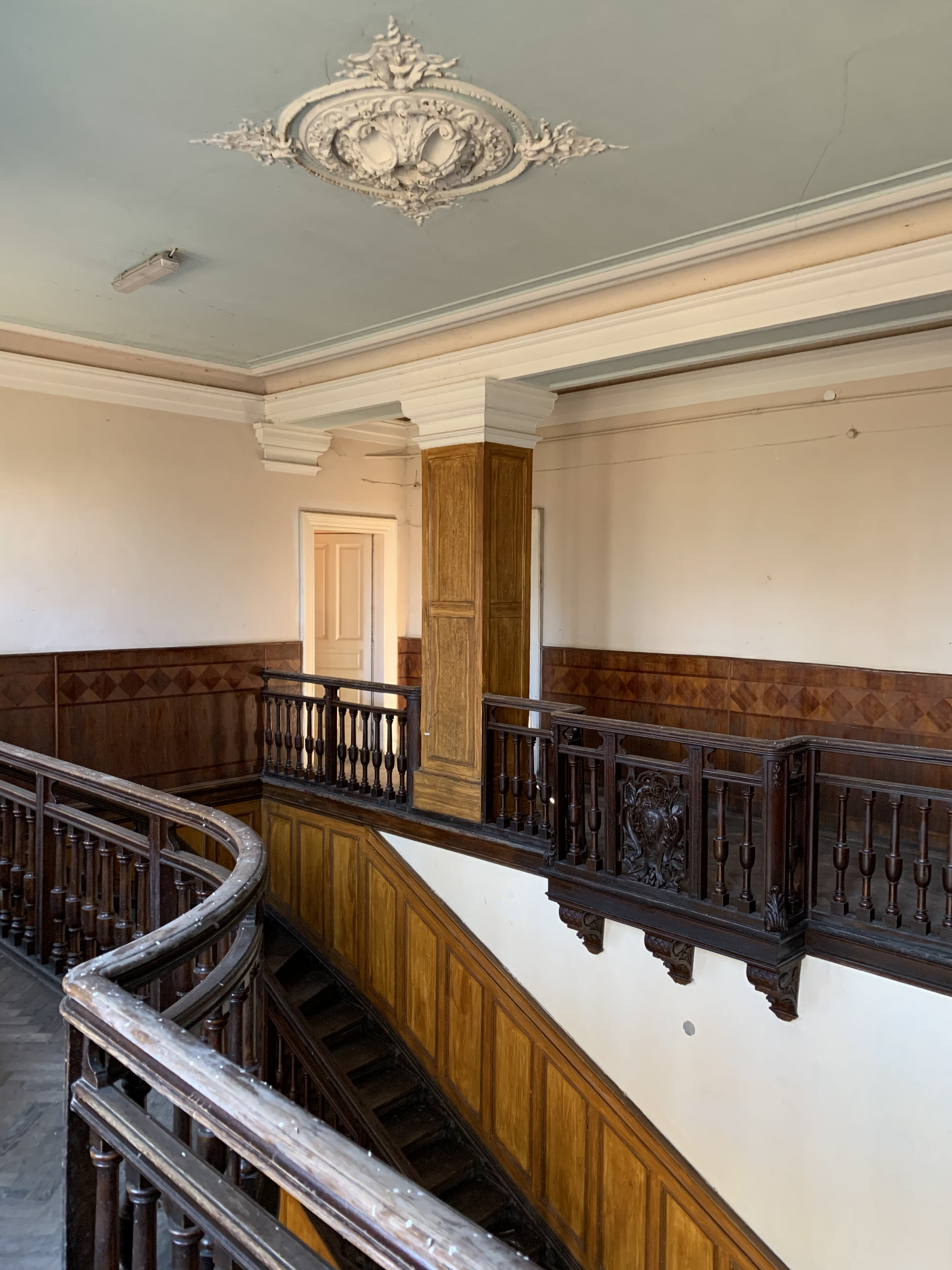
Дерев'яна галерея другого поверху
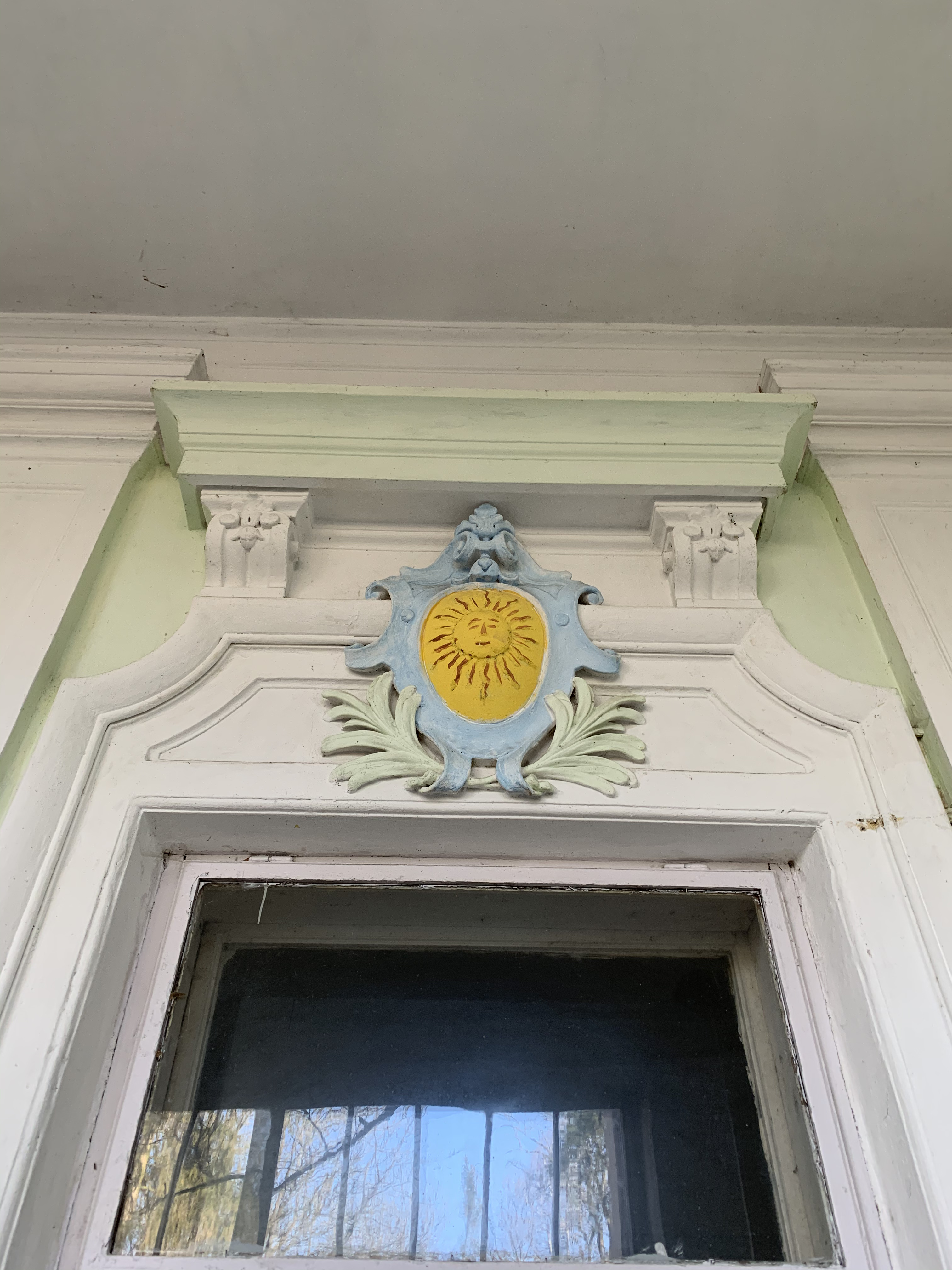
Фрагмент інтер'єру
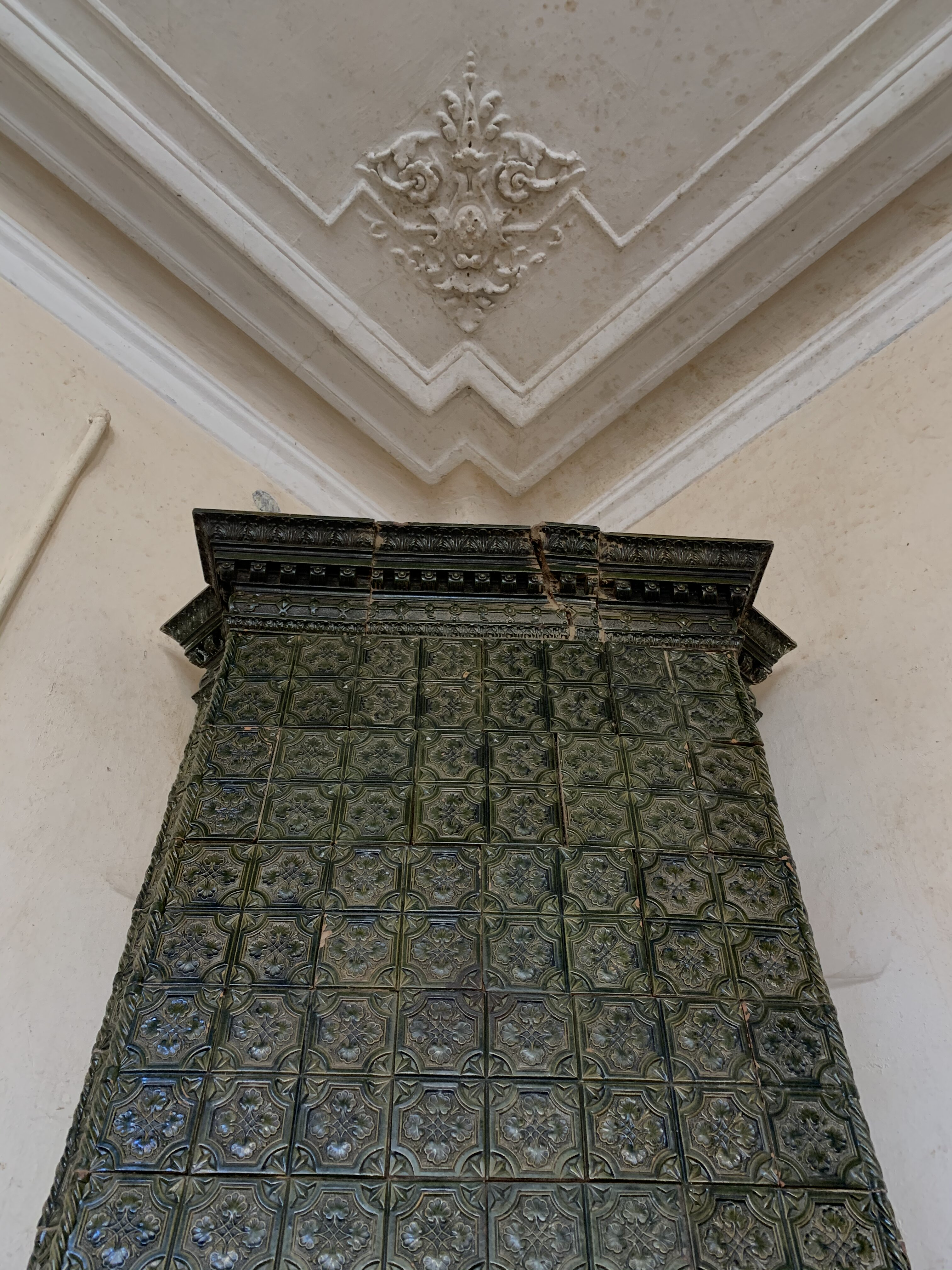
Австрійський п'єц і ліпнина на стелі